# Natalija Obrenović
Pour les articles homonymes, voir Obrenović.
Nathalie Obrénovitch (en serbe cyrillique, Наталија Обреновић), née Natalia Kesko le 14 mai 1859 à Florence et morte le 5 mai 1941 à Saint-Denis, dite aussi Nathalie de Serbie, est l’épouse de Milan Obrénovitch.

## Biographie

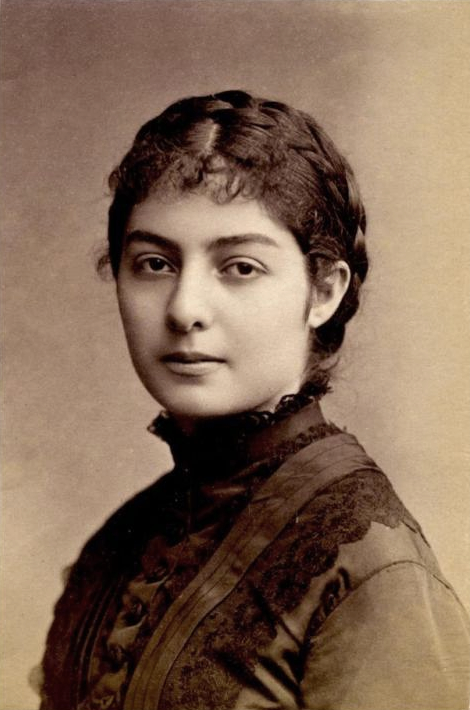
Nahalie de Serbie vers 1875.

Son père, Pjotr Keško (Petre Cheşcu), est un colonel de Bessarabie engagé dans l’armée russe et sa mère, la princesse Pulchérie, Moldave elle aussi, appartient à la grande famille noble Sturdza. Orpheline de bonne heure, elle est élevée par son oncle Constantin D. Moruzi. Selon la légende, dans son enfance, une diseuse de bonne aventure lui avait prédit qu’elle porterait une couronne mais qu’elle la perdrait. 
Le 17 octobre 1875, elle se marie avec le prince de Serbie Milan Obrénovitch, dont elle a un fils en 1876, Alexandre, futur roi de Serbie. De leur union naît le 14 septembre 1878 un second fils, Serge, qui ne survit que cinq jours. 
En 1882, son mari devient roi sous le nom de Milan Ier et Nathalie devient reine. Mais sa vie conjugale n'est pas heureuse, Milan étant volage. En outre, les oppositions politiques séparent les deux époux : le roi Milan, dans un souci d’équilibre, est plutôt partisan de l’Autriche-Hongrie tandis que la reine penche pour la Russie. 
En 1887, la reine quitte la Serbie avec le jeune prince Alexandre. L'année suivante, tandis qu'elle prend les eaux à Wiesbaden, louant la villa Clementine, le roi Milan reprend son fils avec l'aide de la police allemande. Il demande et obtient le divorce, qui sera par la suite annulé à la demande de la reine.
Le 6 mars 1889, le roi Milan abdique. La reine Nathalie devient régente et gouverne pour son fils Alexandre. 
En 1891, un cabinet radical, favorable à la Russie, est formé. La reine semble triompher. Mais, par crainte d’une révolution et par peur du retour en Serbie du roi Milan, la reine est invitée à quitter le pays. Elle s'installe en mai 1891 dans une demeure en bord de mer à Biarritz, en France, où elle vit avec sa sœur, la princesse Ghyka. Son fils, le roi Alexandre Ier de Serbie, lui rend souvent visite.
En 1893, le jeune roi Alexandre, qui veut exercer les pleins pouvoirs avant sa majorité, organise un coup d’État par lequel il met fin à la régence et renvoie le gouvernement. Il rappelle son père auprès de lui et la reine Nathalie, qui était en exil à Biarritz, revient à Belgrade en mai 1895. 
En 1900, elle s’oppose vivement au mariage de son fils avec Draga Mašin (sa dame de compagnie), car elle n’est pas de sang royal. Son fils, le roi Alexandre, la bannit de Serbie pour son opposition à leur union. L'ex-roi Milan reprend lui aussi le chemin de l'exil.
En 1901, l’ex-roi Milan meurt en exil à Vienne. Deux ans plus tard, en juin 1903, le roi Alexandre et la reine Draga sont assassinés. La reine Nathalie, qui séjourne à Bidart, devenue le dernier membre de la dynastie des Obrenović, se convertit au catholicisme ; elle lègue ses biens à l'université de Belgrade et à divers églises et monastères et devient religieuse.
La reine passe les dernières années de sa vie en France où elle meurt en 1941 à Saint-Denis. Elle est inhumée dans l'ancien cimetière de Lardy (aujourd'hui dans le département de l'Essonne) sous un tombeau sobre, constitué d'un arc avec pour simple épitaphe : « S.M. La Reine NATHALIE de SERBIE ». 

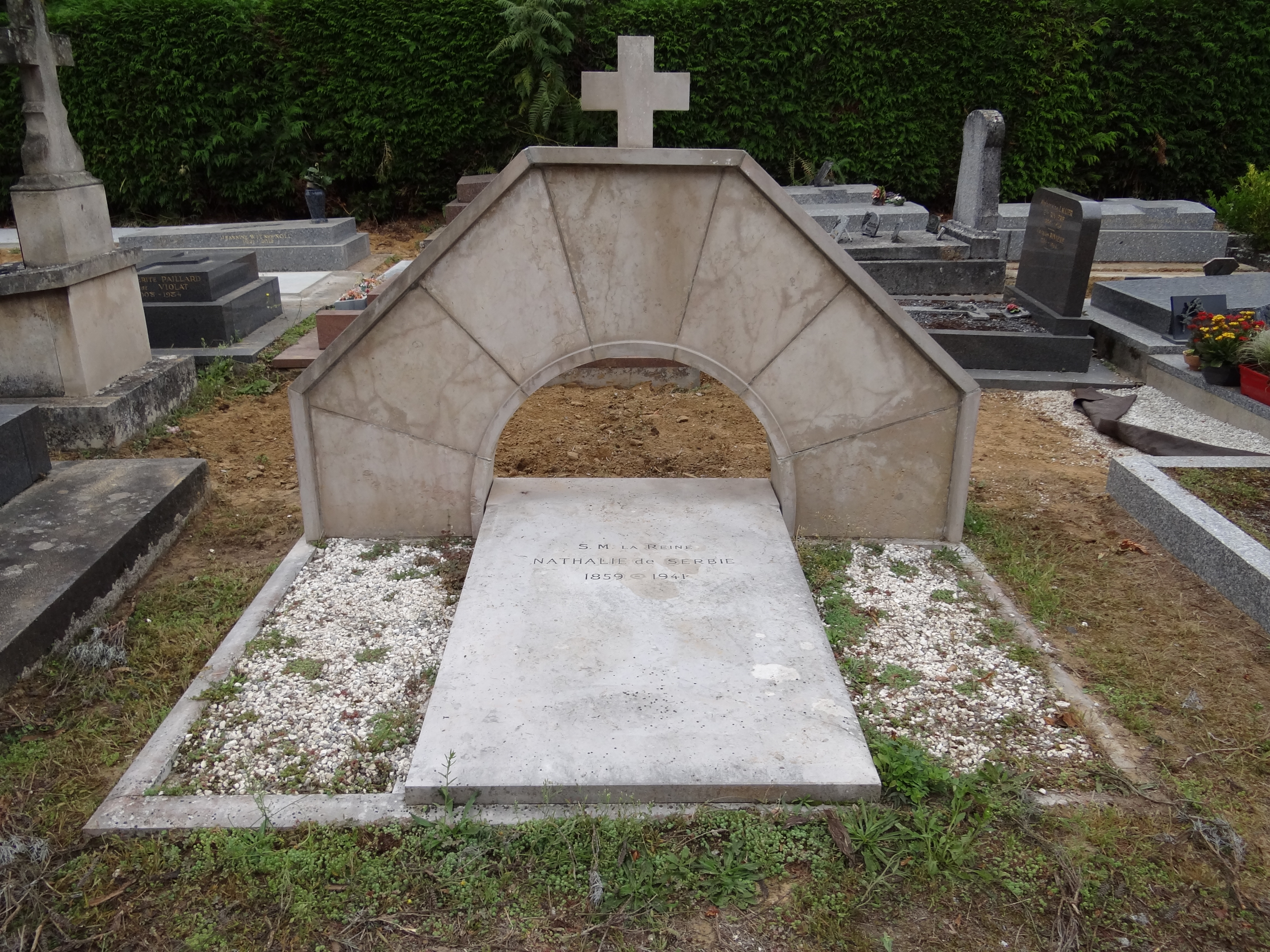
La tombe de la reine Natalija Obrenović au cimetière ancien de Lardy (Essonne).

Natalija Obrenović a écrit ses Mémoires, conservés dans les archives du Vatican, qui n'ont pas été publiés.

## Distinctions
- Dame grand-croix de l'ordre royal de Kapiʻolani ( Royaume d'Hawaï, 28 juin 1883)[6].